# Southern Belle
Pour plus de détails, voir Fiche technique et Distribution.
Southern Belle est un film documentaire français réalisé par Nicolas Peduzzi et sorti en 2018.

## Synopsis
La dérive de Taelor, 26 ans, riche héritière à quatorze ans du plus grand exploitant pétrolier du Sud des États-Unis.

## Fiche technique
- Titre : Southern Belle
- Réalisation : Nicolas Peduzzi
- Scénario : Nicolas Peduzzi
- Photographie : Francesco Di Pierro et Aurore Vullierme
- Son : Amaury Arboun
- Musique : Maud Geffray
- Montage : Basile Belkhiri
- Société de production : Jonas Films
- Distribution : Septième Factory
- Pays :  France
- Genre : documentaire
- Durée : 86 minutes
- Date de sortie : 11 avril 2018

## Distribution
- Taelor Ranzau

## Distinctions

### Sélections
- Festival international du cinéma indépendant de Buenos Aires 2018[1]
- Visions du réel 2018 - « Doc Alliance Selection »[2]

### Récompenses
- Grand prix de la compétition française au FIDMarseille 2017[3]